# صفرة مقدم (بوزي)
صفرة مقدم (بالفارسية: صفرامقدم) هي منطقة سكنية تقع في إيران في قسم بوزي الريفي. يقدر عدد سكانها بـ 412 نسمة بحسب إحصاء 2016.